# Roberto Bellarosa
Roberto Bellarosa ( 23 de agosto de 1994) es un cantante belga de ascendencia italiana, vencedor de la primera edición de la versión belga de La Voz. 

## Biografía
Descendiente de una familia de futbolistas, Roberto fue inscrito por sus padres a la edad de 9 años en el conservatorio de Huy para aprender solfeo. En una sesión de canto su profesor remarcó su voz y recomendó a sus padres que le apuntarán a clases de canto.

### The Voice Belgique
En 2011, Roberto se presenta al talent show The Voice Belgique, producido por John De Mol y cuya emisión comenzó el 20 de diciembre de 2011. Tras un casting previo en la web, participa en la fase de audiciones a ciegas con la canción "You Give Me Something" de James Morrison. Su actuación recibe el visto bueno de los cuatro "coaches" o miembros del jurado del programa, dándose la vuelta los cuatro, y Roberto decide unirse al equipo de Quentin Mosimann·. El 10 de abril de 2012, tras 16 semanas de competición, Roberto es declarado ganador de The Voice Belgique con el 57 % de los votos del público. Gracias a ello, le contrata la discográfica Sony Music para publicar un álbum y dos singles. Protagoniza igualmente cuatro conciertos con Restos du Cœur.

### Después deThe Voice
En 2012, Roberto participa junto a otros 11 concursantes de The Voice Belgique en una gira por Bélgica.
El 6 de julio de 2012, Roberto publica su primer sencillo, "Je Crois". En este primer sencillo, colabora con su entrenador en The Voice Belgique, Quentin Mosimann. Su primer álbum Ma Voie sale a la venta el 21 de septiembre de 2012 y su segundo sencillo Apprends-moi sale a la venta el 26 de octubre de 2012. De forma paralela, comienza una gira por Valonia.

### Festival de la Canción de Eurovisión 2013
El 16 de noviembre de 2012, la televisión franco-belga RTBF anunció que Roberto representaría a Bélgica en el Festival de la Canción de Eurovisión 2013, celebrado en Malmö el 18 de mayo de 2013. El tema que defendió en Malmö, "Love kills", fue elegido entre tres canciones candidatas en un programa especial de radio el 16 de diciembre de 2012.
El martes 14 de mayo de 2013 superó la primera semifinal contra todo pronóstico en la que competía colocándose entre los diez más votados tanto por público como por jurado y clasificándose para la final del 18 de mayo. En el festival quedó en decimosegundo lugar con 71 puntos.

## Álbumes
- 2012: Ma voie
- 2015: Suis ta route